# Air Balui (Kemuning)
Air Balui is een bestuurslaag in het regentschap Indragiri Hilir van de provincie Riau, Indonesië. Air Balui telt 1743 inwoners (volkstelling 2010).